# Aaldert Wapstra
Aaldert Hendrik Wapstra (Utrecht, 24 april 1922 – Naarden, 4 december 2006) was een Nederlandse natuurkundige en kernfysicus.

## Loopbaan
Na zijn eindexamen hogereburgerschool ging Wapstra natuurkunde studeren aan de Universiteit Utrecht, waar hij in 1947 cum laude zijn doctoraalexamen behaalde. In 1953 promoveerde hij aan de Universiteit van Amsterdam bij Cor Bakker.
Wapstra werd in 1955 hoogleraar aan de toenmalige Technische Hogeschool in Delft, de huidige Technische Universiteit Delft. Hij trad daar toe tot de vakgroep experimentele fysica. Op 18 maart 1963 werd hij directielid van het Instituut voor Kernfysisch Onderzoek (IKO), de voorloper van het Nikhef. Zijn functie was daar wetenschappelijk directeur kernspectroscopie. In 1971 werd hij algemeen directeur van het Nikhef wat hij tot 1982 zou blijven. Wapstra ging in 1987 met emeritaat.
Wapstra is vooral bekend geworden door zijn bijdragen aan de Atomic Mass Evaluation, samen met zijn Frans vakgenoot Georges Audi. Voor dit werk kreeg hij in 2004 de SUNAMCO medaille van de IUPAP uitgereikt.

## Publicaties
Onder meer:
- A.H. Wapstra, Physica 21, 367 + 385 (1955).
- F. Everling, L. A. König, J. H. E. Mattauch, and A. H. Wapstra. Relative Nuclidic Masses. Nucl. Phys. 18, 529 (1960).
- A.H. Wapstra and K. Bos, At. Nucl. Data Tables 20, 1 (1977).
- G. Audi and A.H. Wapstra, The 1995 Update to the Atomic Mass Evaluation, Nucl. Phys. A595, 409-480 (1995).
- G. Audi, O. Bersillon, O., J. Blachot and A.H. Wapstra, The NUBASE evaluation of nuclear and decay properties, Nucl. Phys. A624, 1-124 (1997). De database is in elektronische vorm beschikbaar bij het Atomic Mass Data Center, see https://web.archive.org/web/20090118033752/http://amdc.in2p3.fr/web/amdcw_en.html.
- A.H. Wapstra, G. Audi, and C. Thibault. The AME2003 atomic mass evaluation (I). Evaluation of input data, adjustment procedures. Nuclear Physics A729, 129 (2003).
- G. Audi, A.H. Wapstra, and C. Thibault. The AME2003 atomic mass evaluation (II). Tables, graphs, and references. Nuclear Physics A729, 337 (2003).
- G. Audi, M. Wang, A.H. Wapstra, F.G. Kondev, M. MacCormick, X. Xu, and B. Pfeiffer. The AME2012 atomic mass evaluation (I). Evaluation of input data, adjustment procedures. Chinese Physics C36, 1287 (2012).
- M. Wang, G. Audi, A.H. Wapstra, F.G. Kondev, M. MacCormick, X. Xu, and B. Pfeiffer. The AME2012 atomic mass evaluation (II). Tables, graphs and references. Chinese Physics C36, 1603 (2012).

- International Standard Name Identifier: 0000 0001 1077 1843
- Library of Congress Control Number: n85802206
- Mathematics Genealogy Project: 141514
- Nationale Bibliotheek van Tsjechië: xx0210516
- Nationale Bibliotheek van Israël: 987007322911905171
- Nederlandse Thesaurus van Auteursnamen: 072830786
- Système universitaire de documentation: 092296203
- Virtual International Authority File: 92882766
- WorldCat: E39PBJmHCVHXgPdHjtQHX3j3cP